# Конь в геральдике
Конь — естественная негеральдическая гербовая фигура, которая встречается на многих гербах, среди которых, в частности, герб Погоня.
В государственных гербах ряда стран конь употреблялся в качестве щитодержателя, но и в этом случае, как конь-единорог (герб Великобритании). В странах Америки, в гербах штатов США, Канады, Мексики и Бразилии употреблялась эмблема "дикий конь", означающая не только и не столько коневодство в этих землях, сколько исторических факт освоения прерий при возникновении этих штатов. Именно в таком смысле присутствует эмблема "дикого коня" на государственных гербах Уругвая и Венесуэлы.

#### Конь в геральдике России
В первом российском сборнике эмблем и их толкований «Символы и эмблемата», изданном в 1705 году по указу Петра I, образ коня также трактуется как «знак войны, сражения, победы, храбрости, мужественного воина, полководца или власти над войском».
Как символ предстоящего освоения Сибири "дикий конь" был внесён в герб Томской губернии и его уездных городов.
В русской дореволюционной геральдике употреблялся большей частью в государственных и дворянских гербах в сочетании с фигурами святых (чаще всего Святого Георгия) или в родовых гербах высшей знати (герб Погоня и др.).

###### Конь в современных гербах России
В настоящее время конь (различные варианты) входит в гербы:
- Республик: Адыгея, Саха (Якутия).
- Областях: Московской, Томской, Кемеровской.
- Городов: Москва, Златоуст, Томск, Юрга, Барнаул, Ставрополь, Георгиевск, Кывандык, Оренбург, Шатура, Руза, Подольск, Богородск, Клин, Звенигород, Дмитров, Волоколамск, Бронницы, Кохма.
- Районов: Сосновского р-на Челябинской обл., Самойловского р-на Саратовской обл., Камышлинский р-на Самарской обл., Борисоглебский р-на, Ярославской обл.

## Блазонировка
Блазонируется с учётом позы и цвета, требует точного и полного уточнения деталей сбруи. Учитывая многосоставность деталей сбруи, геральдика довольствуется блазонированием только её главных частей: уздечки, седла, подпруги. Гербовый щит, обременённый фигурой лошади в боевом облачении и сидящей на ней рыцаре в доспехах, относится к одной из труднейших задач.
Конь или его отсечённая голова в гербе представляется всегда в профиль, всегда должна быть в сбруе или под седоком, а если без седока и сбруи, с распущенным хвостом, то такой конь называется "диким конём" или дикая лошадь (фр. gai).
"Лошадиная" голова изображённая не в профиль — обозначает любое вьючное, неблагородное животное и блазонируется в зависимости от страны, где встречается такая эмблема, как "мул", "онагр", "осёл" и.т.д.
В зависимости от экипировки коня: взнузданной (фр. bride), осёдланной (фр. selle), покрытой латами (фр. barde), попоной (фр. caparасоnne);
Пребывающий в покое конь описывается, как "стоящий", "пасущийся" и "пятящийся".
Если конь находится в движении, то это "бегущий" или "галопирующий".
Если даётся передняя половина коня или менее его корпуса, то он называется "рождающимся".
Конь встающий на задние ноги называется "восстающим", но здесь есть нюансы по степени поднятия передних ног вверх, когда вставшее на дыбы животное достигает максимальных размеров (как восстающий лев).
Конь предполагается рассерженным, бешеным (фр. effare, cabre), когда поднялся на дыбы, и только играющим (фр. anime), когда цвет глаз отличен от цвета всего тела.
Конские глаза описываются  —  глаза такого то вот цвета.
В геральдике также имеются варианты коня: Единорог (герб Боньча), Пегас, Гиппокамп, Мелькарт, Кентавр (Китоврас).

#### Кузнечное дело
Большое распространение в геральдике имеют также подковы, стремена, шпоры. В частности, в польской геральдике подкова встречается в гербах: Подкова, Ястршембец, Слеповрон, Любич, Крживда, Покора, Побог, Заглоба, Божаволя, Месяц-Затаённый, Тэнпа Подкова и других. Подкова может изображаться с открытым или закрытыми отверстиями для гвоздей.

## Галерея

Герб Томской области
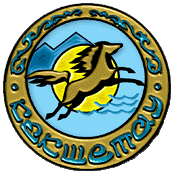
Герб Кокшетау
Герб Туркмении
Герб Бронниц
Старыконь (герб)
Герб Черкасс
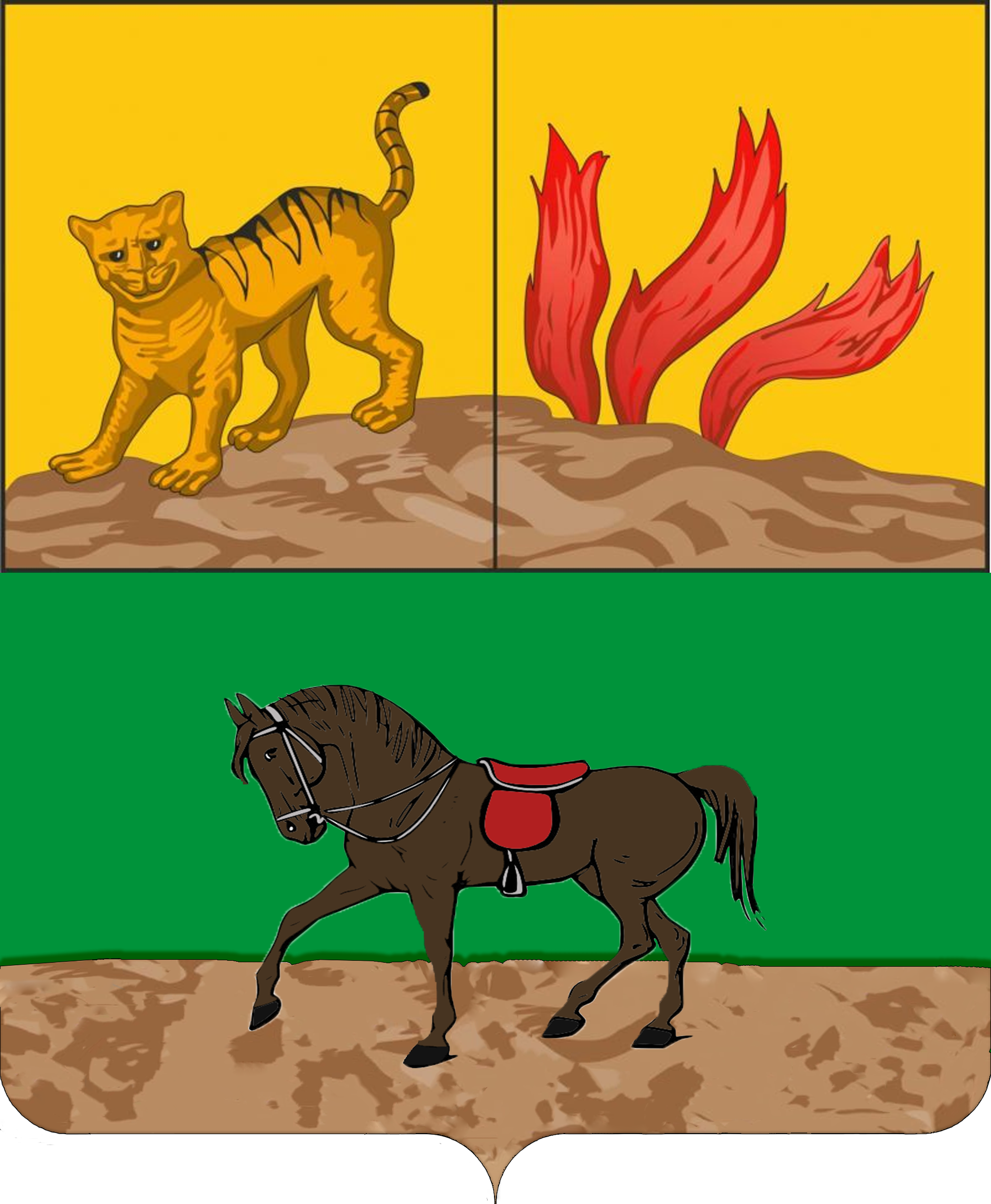
Герб Шуши
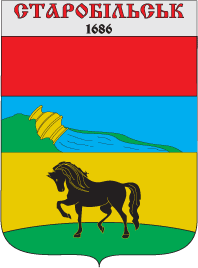
Герб Старобельска
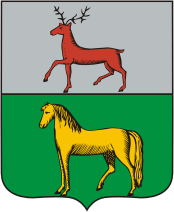
Герб Починок
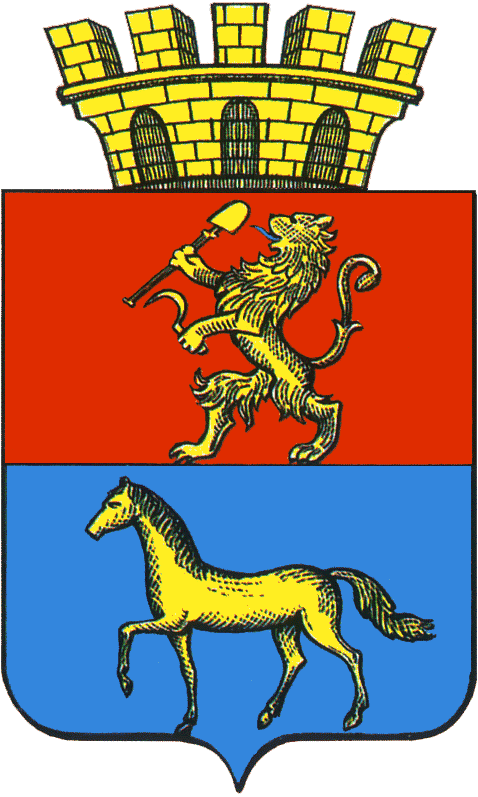
Герб Минусинка
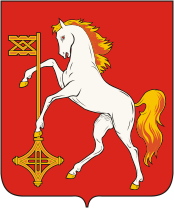
Герб Кохмы
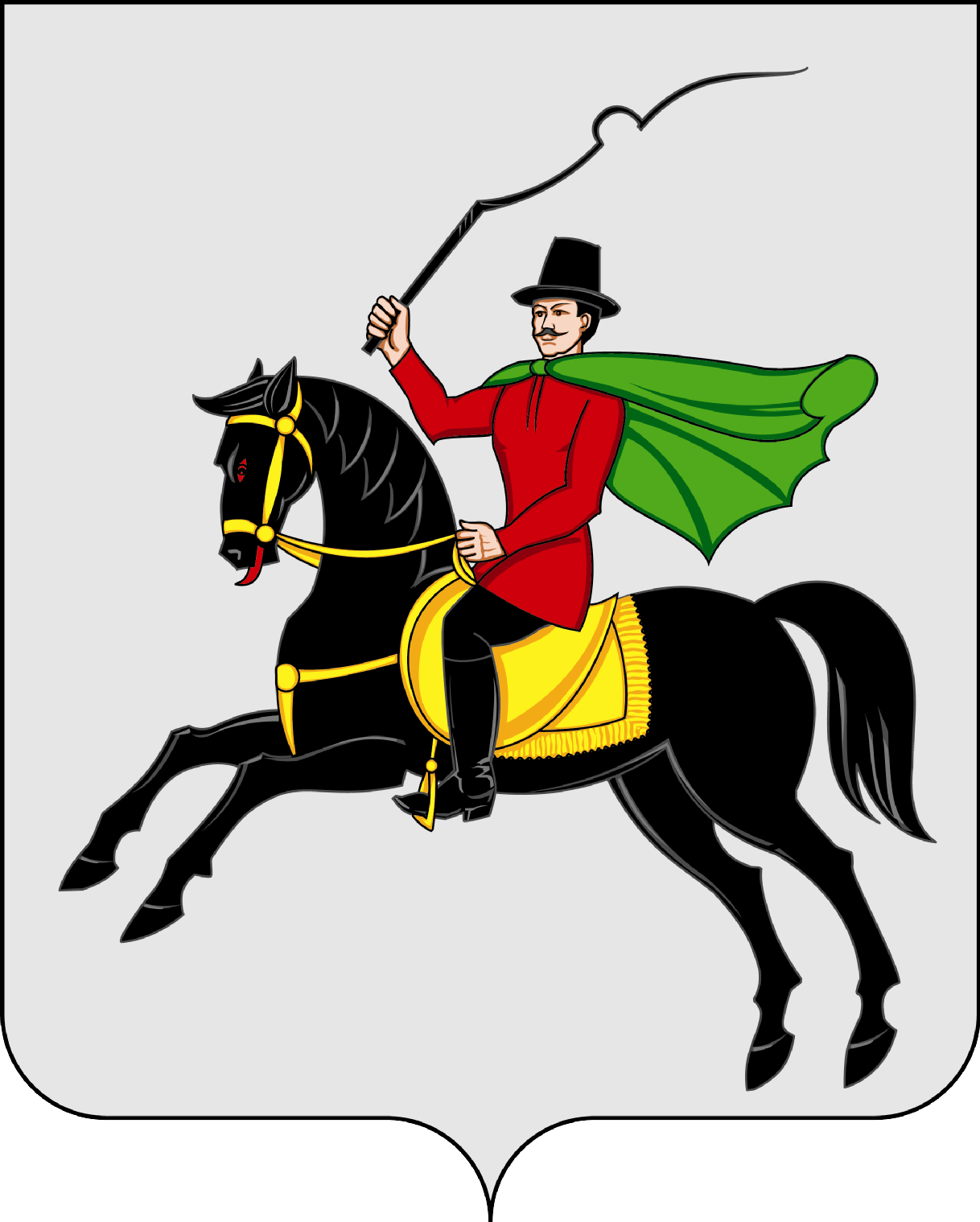
Герб Клина
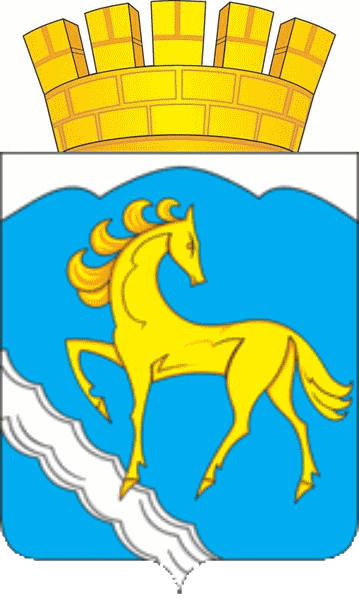
Герб Кувандыка
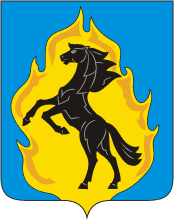
Герб Юрги
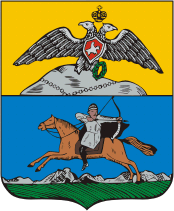
Герб Кавказской области
Герб Златоуста
Герб Адыгеи
Герб Москвы
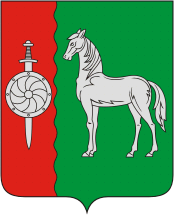
Герб Данкова
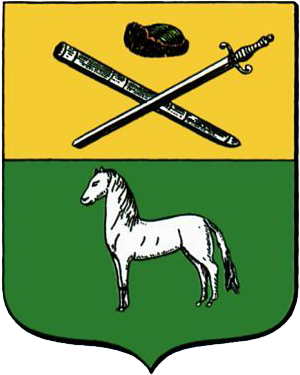
Герб Данкова времен Российской империи
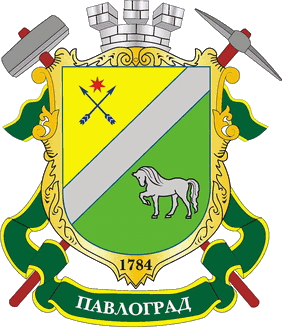
Герб Павлограда
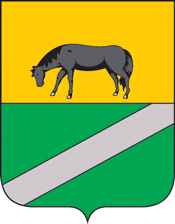
Герб Павлограда времен Российской империи
Герб Нижней Саксонии